# تپه چشمه غلامی (۱)
تپه چشمه غلامی (۱) مربوط به عصر آهن است و در شهرستان گیلانغرب، بخش گواور، دهستان گواور، ۵۰ متری شرق روستای چشمه غلامی واقع شده و این اثر در تاریخ ۲۷ اسفند ۱۳۸۶ با شمارهٔ ثبت ۲۲۳۸۴ به‌عنوان یکی از آثار ملی ایران به ثبت رسیده است.